# Валентен Санон
Валентен Санон (нар. 20 травня 1980) — колишній івуарський тенісист.
Найвищу одиночну позицію світового рейтингу — 339 місце досяг 22 березня 2004, парну — 376 місце — 20 березня 2006 року.

## Титули за кар'єру

### Одиночний розряд
| Легенда                |
| Великий шлем (0)       |
| Tennis Masters Cup (0) |
| Серія Мастерс ATP (0)  |
| Тур ATP (0)            |
| Челленджери (0)        |
| Ф'ючерси (3)           |

| Ранг | Дата           | Турнір     | Покриття | Суперник         | Рахунок                 |
| 1.   | 19 травня 2003 | Агадір     | Ґрунт    | Бріан Дабуль     | 6–4, 6–2                |
| 2.   | 23 лютого 2004 | Бенін-Сіті | Тверде   | Гійом Куяр       | 1–6, 7–6(7–4), 7–6(7–4) |
| 3.   | 15 серпня 2005 | Лагос      | Тверде   | Анрі Аджей-Дарко | 7–6(7–2), 6–3           |